# Kozino (wołost Samołukowskaja)
Kozino (ros. Козино) – wieś (ros. деревня, trb. dieriewnia) w zachodniej Rosji, w wołoscie Samołukowskaja (osiedle wiejskie) rejonu łokniańskiego w obwodzie pskowskim.

## Geografia
Miejscowość położona jest w dorzeczu rzeki Griedica, 1 km od drogi regionalnej A-122, 10 km od centrum administracyjnego osiedla wiejskiego (Baszowo), 10 km od centrum administracyjnego rejonu (Łoknia), 165 km od stolicy obwodu (Psków).
W granicach miejscowości znajdują się ulice: zaułek Kiedrowyj, Sadowaja.

## Demografia
W 2010 r. miejscowość zamieszkiwało 30 osób.